# Lidl-Trek (femení)
El Trek-Segafredo femení és un equip de ciclisme professional femení amb seu als Estats Units creat al 2019. Té categoria UCI Women’s WorldTeam, la màxima dins el ciclisme.

## Història
El 16 de juliol de 2018, Trek anuncia al seu web la creació d'un equip femení de carretera per a la temporada 2019. El mateix dia, Trek presenta la seva primera incorporació, la britànica Elizabeth "Lizzie" Deignan.
L'1 d'agost, l'antiga velocista alemanya Ina-Yoko Teutenberg va ser anunciada com a directora esportiva. Durant el mateix mes, la plantilla va anar creixent a poc a poc amb l'arribada de la italiana Elisa Longo Borghini, la nord-americana Ruth Winder i l'australiana Lauretta Hanson i la velocista finlandesa Lotta Lepisto. La velocista italiana Giorgia Bronzini també es va incorporar a l'equip, però com a directora esportiva.
La primera cursa de l'equip és el Santos Women's Tour al gener de 2019, a Austràlia.

## Classificacions UCI
Aquesta taula mostra la plaça de l'equip a la classificació de la Unió Ciclista Internacional a final de temporada i també la millor ciclista en la classificació individual de cada temporada.
| Rànquing UCI | Rànquing UCI     | Rànquing UCI                | Rànquing UCI |
| Any          | Rànquing d'equip | Millor ciclista al rànquing |              |
| ------------ | ---------------- | --------------------------- | ------------ |
| 2019         | 5è               | Elisa Longo Borghini (14è)  |              |
| 2020         | 1r               | Elisa Longo Borghini (2n)   |              |
| 2021         | 2n               | Elisa Longo Borghini (2n)   |              |
| 2022         | 2n               | Elisa Longo Borghini (3r)   |              |
| 2023         | 2n               | Gaia Realini (13è)          |              |
| 2024         | 2n               | Elisa Longo Borghini (3r)   |              |
|              |                  |                             |              |
| Font: UCI    |                  |                             |              |

La taula següent mostra el rànquing de l'equip a la UCI World Tour femení, així com la seva millor ciclista en el rànquing individual.
| UCI World Tour | UCI World Tour   | UCI World Tour              | UCI World Tour |
| Any            | Rànquing d'equip | Millor ciclista al rànquing |                |
| -------------- | ---------------- | --------------------------- | -------------- |
| 2019           | 3r               | Elisa Longo Borghini (13è)  |                |
| 2020           | 1r               | Lizzie Deignan (1r)         |                |
| 2021           | 2n               | Elisa Longo Borghini (3r)   |                |
| 2022           | 2n               | Elisa Longo Borghini (2n)   |                |
| 2023           | 3r               | Elisa Longo Borghini (7è)   |                |
| 2024           | 2n               | Elisa Longo Borghini (3r)   |                |
|                |                  |                             |                |
| Font: UCI      |                  |                             |                |

## Principals victòries
Carretera
- A les proves de l'UCI Women's WorldTour:
  - Emakumeen Bira: Elisa Longo Borghini (2019)
  - The Women's Tour: Lizzie Deignan (2019), Ruth Winder (2020)
  - Open de Suède Vårgårda TTT: (2019), (2022)
  - GP de Plouay: Lizzie Deignan (2020), Elisa Longo Borghini (2021)
  - La Course by Le Tour de France: Lizzie Deignan (2020)
  - Paris–Roubaix: Lizzie Deignan (2021), Elisa Longo Borghini (2022)
  - Trofeu Alfredo Binda-Comune di Cittiglio: Elisa Longo Borghini (2021), Elisa Balsamo (2022)
  - Gent–Wevelgem: Elisa Balsamo (2022)
- Altres:
  - Campionat del Món de ciclisme en contrarellotge femení: Ellen van Dijk (2021) i (2022)
  - Campionats d'Europa de ciclisme en ruta: Ellen van Dijk (2021)
  - Campionats d'Europa de ciclisme en contrarellotge: Ellen van Dijk (2019)

Ciclocròs
- Campionats del món de ciclocròs: Lucinda Brand (2021)
- Campionats d'Europa de ciclocròs: Lucinda Brand (2021)

## Composició de l'equip
| \| Llista de l'equip 2025 \| Llista de l'equip 2025 \| Llista de l'equip 2025 \| Llista de l'equip 2025 \| \| Ciclista \| Data de naixement \| Equip previ \| \| \| ------------------------- \| ---------------------- \| ------------------------------------ \| ---------------------- \| \| Elisa Balsamo \| 27 de febrer de 1998 \| Valcar-Travel & Service (2021) \| \| \| Lucinda Brand \| 2 de juliol de 1989 \| Sunweb (2019) \| \| \| Clara Copponi \| 12 de gener de 1999 \| FDJ-Suez (2023) \| \| \| Lizzie Deignan \| 18 de desembre de 1988 \| Boels Dolmans (2018) \| \| \| Niamh Fisher-Black \| 12 de agost de 2000 \| SD Worx-Protime (2024) \| \| \| Lauretta Hanson \| 29 de octubre de 1994 \| UnitedHealthcare Women's Team (2018) \| \| \| Anna Henderson \| 14 de novembre de 1998 \| Team Visma \\| Lease a Bike (2024) \| \| \| Ava Holmgren \| 22 de maig de 2005 \| Stimulus Orbea Racing Team (2023) \| \| \| Isabella Holmgren \| 22 de maig de 2005 \| Stimulus Orbea Racing Team (2023) \| \| \| Riejanne Markus \| 1 de setembre de 1994 \| Team Visma \\| Lease a Bike (2024) \| \| \| Fleur Moors \| 11 de octubre de 2005 \| Pauwels Sauzen-Bingoal (2023) \| \| \| Emma Norsgaard \| 26 de juliol de 1999 \| Movistar Team (2024) \| \| \| Gaia Realini \| 19 de juny de 2001 \| Isolmant-Premac-Vittoria (2022) \| \| \| Ilaria Sanguineti \| 15 de abril de 1994 \| Valcar-Travel & Service (2022) \| \| \| Isabel Sharp \| 29 de juny de 2005 \| \| \| \| Amanda Spratt \| 17 de setembre de 1987 \| Team BikeExchange-Jayco (2022) \| \| \| Shirin van Anrooij \| 5 de febrer de 2002 \| \| \| \| Ellen van Dijk \| 11 de febrer de 1987 \| Sunweb (2018) \| \| \| Felicity Wilson-Haffenden \| 16 de juliol de 2005 \| Team BridgeLane (2023) \| \| \| \| \| \| \| \| Font: ProCyclingStats \| \| \| \| |                        |                                      |  |
| Llista de l'equip 2025 |                        |                                      |  |
| Ciclista | Data de naixement      | Equip previ                          |  |
| Elisa Balsamo | 27 de febrer de 1998   | Valcar-Travel & Service (2021)       |  |
| Lucinda Brand | 2 de juliol de 1989    | Sunweb (2019)                        |  |
| Clara Copponi | 12 de gener de 1999    | FDJ-Suez (2023)                      |  |
| Lizzie Deignan | 18 de desembre de 1988 | Boels Dolmans (2018)                 |  |
| Niamh Fisher-Black | 12 de agost de 2000    | SD Worx-Protime (2024)               |  |
| Lauretta Hanson | 29 de octubre de 1994  | UnitedHealthcare Women's Team (2018) |  |
| Anna Henderson | 14 de novembre de 1998 | Team Visma \| Lease a Bike (2024)    |  |
| Ava Holmgren | 22 de maig de 2005     | Stimulus Orbea Racing Team (2023)    |  |
| Isabella Holmgren | 22 de maig de 2005     | Stimulus Orbea Racing Team (2023)    |  |
| Riejanne Markus | 1 de setembre de 1994  | Team Visma \| Lease a Bike (2024)    |  |
| Fleur Moors | 11 de octubre de 2005  | Pauwels Sauzen-Bingoal (2023)        |  |
| Emma Norsgaard | 26 de juliol de 1999   | Movistar Team (2024)                 |  |
| Gaia Realini | 19 de juny de 2001     | Isolmant-Premac-Vittoria (2022)      |  |
| Ilaria Sanguineti | 15 de abril de 1994    | Valcar-Travel & Service (2022)       |  |
| Isabel Sharp | 29 de juny de 2005     |                                      |  |
| Amanda Spratt | 17 de setembre de 1987 | Team BikeExchange-Jayco (2022)       |  |
| Shirin van Anrooij | 5 de febrer de 2002    |                                      |  |
| Ellen van Dijk | 11 de febrer de 1987   | Sunweb (2018)                        |  |
| Felicity Wilson-Haffenden | 16 de juliol de 2005   | Team BridgeLane (2023)               |  |
| |                        |                                      |  |
| Font: ProCyclingStats |                        |                                      |  |

| \| Llista de l'equip 2024 \| Llista de l'equip 2024 \| Llista de l'equip 2024 \| Llista de l'equip 2024 \| \| Ciclista \| Data de naixement \| Equip previ \| \| \| ------------------------- \| ---------------------- \| ------------------------------------ \| ---------------------- \| \| Elynor Bäckstedt \| 6 de desembre de 2001 \| Storey Racing (2019) \| \| \| Elisa Balsamo \| 27 de febrer de 1998 \| Valcar-Travel & Service (2021) \| \| \| Lucinda Brand \| 2 de juliol de 1989 \| Sunweb (2019) \| \| \| Brodie Chapman \| 9 de abril de 1991 \| FDJ-Suez-Futuroscope (2022) \| \| \| Clara Copponi \| 12 de gener de 1999 \| FDJ-Suez (2023) \| \| \| Lizzie Deignan \| 18 de desembre de 1988 \| Boels Dolmans (2018) \| \| \| Lauretta Hanson \| 29 de octubre de 1994 \| UnitedHealthcare Women's Team (2018) \| \| \| Ava Holmgren \| 22 de maig de 2005 \| Stimulus Orbea Racing Team (2023) \| \| \| Isabella Holmgren \| 22 de maig de 2005 \| Stimulus Orbea Racing Team (2023) \| \| \| Lisa Klein \| 15 de juliol de 1996 \| Canyon-SRAM Racing (2022) \| \| \| Elisa Longo Borghini \| 10 de desembre de 1991 \| Wiggle High5 (2018) \| \| \| Fleur Moors \| 11 de octubre de 2005 \| Pauwels Sauzen-Bingoal (2023) \| \| \| Gaia Realini \| 19 de juny de 2001 \| Isolmant-Premac-Vittoria (2022) \| \| \| Ilaria Sanguineti \| 15 de abril de 1994 \| Valcar-Travel & Service (2022) \| \| \| Isabel Sharp \| 29 de juny de 2005 \| \| \| \| Amanda Spratt \| 17 de setembre de 1987 \| Team BikeExchange-Jayco (2022) \| \| \| Shirin van Anrooij \| 5 de febrer de 2002 \| \| \| \| Ellen van Dijk \| 11 de febrer de 1987 \| Sunweb (2018) \| \| \| Felicity Wilson-Haffenden \| 16 de juliol de 2005 \| Team BridgeLane (2023) \| \| \| \| \| \| \| \| Font: ProCyclingStats \| \| \| \| |                        |                                      |  |
| Llista de l'equip 2024 |                        |                                      |  |
| Ciclista | Data de naixement      | Equip previ                          |  |
| Elynor Bäckstedt | 6 de desembre de 2001  | Storey Racing (2019)                 |  |
| Elisa Balsamo | 27 de febrer de 1998   | Valcar-Travel & Service (2021)       |  |
| Lucinda Brand | 2 de juliol de 1989    | Sunweb (2019)                        |  |
| Brodie Chapman | 9 de abril de 1991     | FDJ-Suez-Futuroscope (2022)          |  |
| Clara Copponi | 12 de gener de 1999    | FDJ-Suez (2023)                      |  |
| Lizzie Deignan | 18 de desembre de 1988 | Boels Dolmans (2018)                 |  |
| Lauretta Hanson | 29 de octubre de 1994  | UnitedHealthcare Women's Team (2018) |  |
| Ava Holmgren | 22 de maig de 2005     | Stimulus Orbea Racing Team (2023)    |  |
| Isabella Holmgren | 22 de maig de 2005     | Stimulus Orbea Racing Team (2023)    |  |
| Lisa Klein | 15 de juliol de 1996   | Canyon-SRAM Racing (2022)            |  |
| Elisa Longo Borghini | 10 de desembre de 1991 | Wiggle High5 (2018)                  |  |
| Fleur Moors | 11 de octubre de 2005  | Pauwels Sauzen-Bingoal (2023)        |  |
| Gaia Realini | 19 de juny de 2001     | Isolmant-Premac-Vittoria (2022)      |  |
| Ilaria Sanguineti | 15 de abril de 1994    | Valcar-Travel & Service (2022)       |  |
| Isabel Sharp | 29 de juny de 2005     |                                      |  |
| Amanda Spratt | 17 de setembre de 1987 | Team BikeExchange-Jayco (2022)       |  |
| Shirin van Anrooij | 5 de febrer de 2002    |                                      |  |
| Ellen van Dijk | 11 de febrer de 1987   | Sunweb (2018)                        |  |
| Felicity Wilson-Haffenden | 16 de juliol de 2005   | Team BridgeLane (2023)               |  |
| |                        |                                      |  |
| Font: ProCyclingStats |                        |                                      |  |

| \| Llista de l'equip 2023 \| Llista de l'equip 2023 \| Llista de l'equip 2023 \| Llista de l'equip 2023 \| \| Ciclista \| Data de naixement \| Equip previ \| \| \| --------------------------------------- \| ---------------------- \| ------------------------------------ \| ---------------------- \| \| Elynor Bäckstedt \| 6 de desembre de 2001 \| Storey Racing (2019) \| \| \| Elisa Balsamo \| 27 de febrer de 1998 \| Valcar-Travel & Service (2021) \| \| \| Lucinda Brand \| 2 de juliol de 1989 \| Sunweb (2019) \| \| \| Brodie Chapman \| 9 de abril de 1991 \| FDJ-Suez-Futuroscope (2022) \| \| \| Lizzie Deignan \| 18 de desembre de 1988 \| Boels Dolmans (2018) \| \| \| Lauretta Hanson \| 29 de octubre de 1994 \| UnitedHealthcare Women's Team (2018) \| \| \| Lisa Klein \| 15 de juliol de 1996 \| Canyon-SRAM Racing (2022) \| \| \| Elisa Longo Borghini \| 10 de desembre de 1991 \| Wiggle High5 (2018) \| \| \| Gaia Realini \| 19 de juny de 2001 \| Isolmant-Premac-Vittoria (2022) \| \| \| Ilaria Sanguineti \| 15 de abril de 1994 \| Valcar-Travel & Service (2022) \| \| \| Amanda Spratt \| 17 de setembre de 1987 \| Team BikeExchange-Jayco (2022) \| \| \| Ellen van Dijk \| 11 de febrer de 1987 \| Sunweb (2018) \| \| \| Shirin van Anrooij \| 5 de febrer de 2002 \| \| \| \| Tayler Wiles (1 de gen–14 de jul, Nota) \| 20 de juliol de 1989 \| Trek-Drops (2018) \| \| \| Taylor Knibb (1 de juny–31 de des) \| 14 de febrer de 1998 \| \| \| \| \| \| \| \| \| Font: ProCyclingStats \| \| \| \|Nota: Tayler Wiles, retirada esportiva |                        |                                      |  |
| Llista de l'equip 2023 |                        |                                      |  |
| Ciclista | Data de naixement      | Equip previ                          |  |
| Elynor Bäckstedt | 6 de desembre de 2001  | Storey Racing (2019)                 |  |
| Elisa Balsamo | 27 de febrer de 1998   | Valcar-Travel & Service (2021)       |  |
| Lucinda Brand | 2 de juliol de 1989    | Sunweb (2019)                        |  |
| Brodie Chapman | 9 de abril de 1991     | FDJ-Suez-Futuroscope (2022)          |  |
| Lizzie Deignan | 18 de desembre de 1988 | Boels Dolmans (2018)                 |  |
| Lauretta Hanson | 29 de octubre de 1994  | UnitedHealthcare Women's Team (2018) |  |
| Lisa Klein | 15 de juliol de 1996   | Canyon-SRAM Racing (2022)            |  |
| Elisa Longo Borghini | 10 de desembre de 1991 | Wiggle High5 (2018)                  |  |
| Gaia Realini | 19 de juny de 2001     | Isolmant-Premac-Vittoria (2022)      |  |
| Ilaria Sanguineti | 15 de abril de 1994    | Valcar-Travel & Service (2022)       |  |
| Amanda Spratt | 17 de setembre de 1987 | Team BikeExchange-Jayco (2022)       |  |
| Ellen van Dijk | 11 de febrer de 1987   | Sunweb (2018)                        |  |
| Shirin van Anrooij | 5 de febrer de 2002    |                                      |  |
| Tayler Wiles (1 de gen–14 de jul, Nota) | 20 de juliol de 1989   | Trek-Drops (2018)                    |  |
| Taylor Knibb (1 de juny–31 de des) | 14 de febrer de 1998   |                                      |  |
| |                        |                                      |  |
| Font: ProCyclingStats |                        |                                      |  |

| \| Llista de l'equip 2022 \| Llista de l'equip 2022 \| Llista de l'equip 2022 \| Llista de l'equip 2022 \| \| Ciclista \| Data de naixement \| Equip previ \| \| \| ---------------------- \| ---------------------- \| ------------------------------------ \| ---------------------- \| \| Elynor Bäckstedt \| 6 de desembre de 2001 \| Storey Racing (2019) \| \| \| Elisa Balsamo \| 27 de febrer de 1998 \| Valcar-Travel & Service (2021) \| \| \| Lucinda Brand \| 2 de juliol de 1989 \| Sunweb (2019) \| \| \| Audrey Cordon-Ragot \| 22 de setembre de 1989 \| Wiggle High5 (2018) \| \| \| Lizzie Deignan \| 18 de desembre de 1988 \| Boels Dolmans (2018) \| \| \| Amalie Dideriksen \| 24 de maig de 1996 \| Boels Dolmans (2020) \| \| \| Lauretta Hanson \| 29 de octubre de 1994 \| UnitedHealthcare Women's Team (2018) \| \| \| Chloe Hosking \| 1 de octubre de 1990 \| Rally Cycling (2020) \| \| \| Elisa Longo Borghini \| 10 de desembre de 1991 \| Wiggle High5 (2018) \| \| \| Letizia Paternoster \| 22 de juliol de 1999 \| Astana Women's Team (2018) \| \| \| Leah Thomas \| 30 de maig de 1989 \| Movistar Team (2021) \| \| \| Shirin van Anrooij \| 5 de febrer de 2002 \| \| \| \| Ellen van Dijk \| 11 de febrer de 1987 \| Sunweb (2018) \| \| \| Tayler Wiles \| 20 de juliol de 1989 \| Trek-Drops (2018) \| \| \| \| \| \| \| \| Font: ProCyclingStats \| \| \| \| |                        |                                      |  |
| Llista de l'equip 2022 |                        |                                      |  |
| Ciclista | Data de naixement      | Equip previ                          |  |
| Elynor Bäckstedt | 6 de desembre de 2001  | Storey Racing (2019)                 |  |
| Elisa Balsamo | 27 de febrer de 1998   | Valcar-Travel & Service (2021)       |  |
| Lucinda Brand | 2 de juliol de 1989    | Sunweb (2019)                        |  |
| Audrey Cordon-Ragot | 22 de setembre de 1989 | Wiggle High5 (2018)                  |  |
| Lizzie Deignan | 18 de desembre de 1988 | Boels Dolmans (2018)                 |  |
| Amalie Dideriksen | 24 de maig de 1996     | Boels Dolmans (2020)                 |  |
| Lauretta Hanson | 29 de octubre de 1994  | UnitedHealthcare Women's Team (2018) |  |
| Chloe Hosking | 1 de octubre de 1990   | Rally Cycling (2020)                 |  |
| Elisa Longo Borghini | 10 de desembre de 1991 | Wiggle High5 (2018)                  |  |
| Letizia Paternoster | 22 de juliol de 1999   | Astana Women's Team (2018)           |  |
| Leah Thomas | 30 de maig de 1989     | Movistar Team (2021)                 |  |
| Shirin van Anrooij | 5 de febrer de 2002    |                                      |  |
| Ellen van Dijk | 11 de febrer de 1987   | Sunweb (2018)                        |  |
| Tayler Wiles | 20 de juliol de 1989   | Trek-Drops (2018)                    |  |
| |                        |                                      |  |
| Font: ProCyclingStats |                        |                                      |  |

| \| Llista de l'equip 2021 \| Llista de l'equip 2021 \| Llista de l'equip 2021 \| Llista de l'equip 2021 \| \| Ciclista \| Data de naixement \| Equip previ \| \| \| --------------------------------------- \| ---------------------- \| ------------------------------------ \| ---------------------- \| \| Elynor Bäckstedt \| 6 de desembre de 2001 \| Storey Racing (2019) \| \| \| Lucinda Brand \| 2 de juliol de 1989 \| Sunweb (2019) \| \| \| Audrey Cordon-Ragot \| 22 de setembre de 1989 \| Wiggle High5 (2018) \| \| \| Lizzie Deignan \| 18 de desembre de 1988 \| Boels Dolmans (2018) \| \| \| Amalie Dideriksen \| 24 de maig de 1996 \| Boels Dolmans (2020) \| \| \| Lauretta Hanson \| 29 de octubre de 1994 \| UnitedHealthcare Women's Team (2018) \| \| \| Chloe Hosking \| 1 de octubre de 1990 \| Rally Cycling (2020) \| \| \| Elisa Longo Borghini \| 10 de desembre de 1991 \| Wiggle High5 (2018) \| \| \| Letizia Paternoster \| 22 de juliol de 1999 \| Astana Women's Team (2018) \| \| \| Shirin van Anrooij \| 5 de febrer de 2002 \| \| \| \| Ellen van Dijk \| 11 de febrer de 1987 \| Sunweb (2018) \| \| \| Tayler Wiles \| 20 de juliol de 1989 \| Trek-Drops (2018) \| \| \| Ruth Winder \| 9 de juliol de 1993 \| Sunweb (2018) \| \| \| Trixi Worrack \| 28 de setembre de 1981 \| Canyon-SRAM Racing (2018) \| \| \| \| \| \| \| \| Fonts: ProCyclingStats Cycling Archives \| \| \| \| |                        |                                      |  |
| Llista de l'equip 2021 |                        |                                      |  |
| Ciclista | Data de naixement      | Equip previ                          |  |
| Elynor Bäckstedt | 6 de desembre de 2001  | Storey Racing (2019)                 |  |
| Lucinda Brand | 2 de juliol de 1989    | Sunweb (2019)                        |  |
| Audrey Cordon-Ragot | 22 de setembre de 1989 | Wiggle High5 (2018)                  |  |
| Lizzie Deignan | 18 de desembre de 1988 | Boels Dolmans (2018)                 |  |
| Amalie Dideriksen | 24 de maig de 1996     | Boels Dolmans (2020)                 |  |
| Lauretta Hanson | 29 de octubre de 1994  | UnitedHealthcare Women's Team (2018) |  |
| Chloe Hosking | 1 de octubre de 1990   | Rally Cycling (2020)                 |  |
| Elisa Longo Borghini | 10 de desembre de 1991 | Wiggle High5 (2018)                  |  |
| Letizia Paternoster | 22 de juliol de 1999   | Astana Women's Team (2018)           |  |
| Shirin van Anrooij | 5 de febrer de 2002    |                                      |  |
| Ellen van Dijk | 11 de febrer de 1987   | Sunweb (2018)                        |  |
| Tayler Wiles | 20 de juliol de 1989   | Trek-Drops (2018)                    |  |
| Ruth Winder | 9 de juliol de 1993    | Sunweb (2018)                        |  |
| Trixi Worrack | 28 de setembre de 1981 | Canyon-SRAM Racing (2018)            |  |
| |                        |                                      |  |
| Fonts: ProCyclingStats Cycling Archives |                        |                                      |  |

| \| Llista de l'equip 2020 \| Llista de l'equip 2020 \| Llista de l'equip 2020 \| Llista de l'equip 2020 \| \| Ciclista \| Data de naixement \| Equip previ \| \| \| ---------------------- \| ---------------------- \| ------------------------------------ \| ---------------------- \| \| Elynor Bäckstedt \| 6 de desembre de 2001 \| Storey Racing (2019) \| \| \| Lucinda Brand \| 2 de juliol de 1989 \| Sunweb (2019) \| \| \| Audrey Cordon-Ragot \| 22 de setembre de 1989 \| Wiggle High5 (2018) \| \| \| Lizzie Deignan \| 18 de desembre de 1988 \| Boels Dolmans (2018) \| \| \| Lauretta Hanson \| 29 de octubre de 1994 \| UnitedHealthcare Women's Team (2018) \| \| \| Lotta Henttala \| 28 de juny de 1989 \| Cervélo Bigla (2018) \| \| \| Elisa Longo Borghini \| 10 de desembre de 1991 \| Wiggle High5 (2018) \| \| \| Letizia Paternoster \| 22 de juliol de 1999 \| Astana Women's Team (2018) \| \| \| Anna Plichta \| 10 de febrer de 1992 \| Boels Dolmans (2018) \| \| \| Ellen van Dijk \| 11 de febrer de 1987 \| Sunweb (2018) \| \| \| Abigail Van Twisk \| 1 de març de 1997 \| Trek-Drops (2018) \| \| \| Tayler Wiles \| 20 de juliol de 1989 \| Trek-Drops (2018) \| \| \| Ruth Winder \| 9 de juliol de 1993 \| Sunweb (2018) \| \| \| Trixi Worrack \| 28 de setembre de 1981 \| Canyon-SRAM Racing (2018) \| \| \| \| \| \| \| \| Font: Cycling Archives \| \| \| \| |                        |                                      |  |
| Llista de l'equip 2020 |                        |                                      |  |
| Ciclista | Data de naixement      | Equip previ                          |  |
| Elynor Bäckstedt | 6 de desembre de 2001  | Storey Racing (2019)                 |  |
| Lucinda Brand | 2 de juliol de 1989    | Sunweb (2019)                        |  |
| Audrey Cordon-Ragot | 22 de setembre de 1989 | Wiggle High5 (2018)                  |  |
| Lizzie Deignan | 18 de desembre de 1988 | Boels Dolmans (2018)                 |  |
| Lauretta Hanson | 29 de octubre de 1994  | UnitedHealthcare Women's Team (2018) |  |
| Lotta Henttala | 28 de juny de 1989     | Cervélo Bigla (2018)                 |  |
| Elisa Longo Borghini | 10 de desembre de 1991 | Wiggle High5 (2018)                  |  |
| Letizia Paternoster | 22 de juliol de 1999   | Astana Women's Team (2018)           |  |
| Anna Plichta | 10 de febrer de 1992   | Boels Dolmans (2018)                 |  |
| Ellen van Dijk | 11 de febrer de 1987   | Sunweb (2018)                        |  |
| Abigail Van Twisk | 1 de març de 1997      | Trek-Drops (2018)                    |  |
| Tayler Wiles | 20 de juliol de 1989   | Trek-Drops (2018)                    |  |
| Ruth Winder | 9 de juliol de 1993    | Sunweb (2018)                        |  |
| Trixi Worrack | 28 de setembre de 1981 | Canyon-SRAM Racing (2018)            |  |
| |                        |                                      |  |
| Font: Cycling Archives |                        |                                      |  |

| \| Llista de l'equip 2019 \| Llista de l'equip 2019 \| Llista de l'equip 2019 \| Llista de l'equip 2019 \| \| Ciclista \| Data de naixement \| Equip previ \| \| \| --------------------------------------- \| ---------------------- \| ------------------------------------ \| ---------------------- \| \| Audrey Cordon-Ragot \| 22 de setembre de 1989 \| Wiggle High5 (2018) \| \| \| Lizzie Deignan \| 18 de desembre de 1988 \| Boels Dolmans (2018) \| \| \| Lauretta Hanson \| 29 de octubre de 1994 \| UnitedHealthcare Women's Team (2018) \| \| \| Lotta Lepistö \| 28 de juny de 1989 \| Cervélo Bigla (2018) \| \| \| Elisa Longo Borghini \| 10 de desembre de 1991 \| Wiggle High5 (2018) \| \| \| Jolanda Neff \| 5 de gener de 1993 \| Kross Racing Team (2018) \| \| \| Ellen Noble \| 3 de desembre de 1995 \| \| \| \| Letizia Paternoster \| 22 de juliol de 1999 \| Astana Women's Team (2018) \| \| \| Anna Plichta \| 10 de febrer de 1992 \| Boels Dolmans (2018) \| \| \| Ellen van Dijk \| 11 de febrer de 1987 \| Sunweb (2018) \| \| \| Abigail Van Twisk \| 1 de març de 1997 \| Trek-Drops (2018) \| \| \| Tayler Wiles \| 20 de juliol de 1989 \| Trek-Drops (2018) \| \| \| Ruth Winder \| 9 de juliol de 1993 \| Sunweb (2018) \| \| \| Trixi Worrack \| 28 de setembre de 1981 \| Canyon-SRAM Racing (2018) \| \| \| \| \| \| \| \| Fonts: ProCyclingStats Cycling Archives \| \| \| \| |                        |                                      |  |
| Llista de l'equip 2019 |                        |                                      |  |
| Ciclista | Data de naixement      | Equip previ                          |  |
| Audrey Cordon-Ragot | 22 de setembre de 1989 | Wiggle High5 (2018)                  |  |
| Lizzie Deignan | 18 de desembre de 1988 | Boels Dolmans (2018)                 |  |
| Lauretta Hanson | 29 de octubre de 1994  | UnitedHealthcare Women's Team (2018) |  |
| Lotta Lepistö | 28 de juny de 1989     | Cervélo Bigla (2018)                 |  |
| Elisa Longo Borghini | 10 de desembre de 1991 | Wiggle High5 (2018)                  |  |
| Jolanda Neff | 5 de gener de 1993     | Kross Racing Team (2018)             |  |
| Ellen Noble | 3 de desembre de 1995  |                                      |  |
| Letizia Paternoster | 22 de juliol de 1999   | Astana Women's Team (2018)           |  |
| Anna Plichta | 10 de febrer de 1992   | Boels Dolmans (2018)                 |  |
| Ellen van Dijk | 11 de febrer de 1987   | Sunweb (2018)                        |  |
| Abigail Van Twisk | 1 de març de 1997      | Trek-Drops (2018)                    |  |
| Tayler Wiles | 20 de juliol de 1989   | Trek-Drops (2018)                    |  |
| Ruth Winder | 9 de juliol de 1993    | Sunweb (2018)                        |  |
| Trixi Worrack | 28 de setembre de 1981 | Canyon-SRAM Racing (2018)            |  |
| |                        |                                      |  |
| Fonts: ProCyclingStats Cycling Archives |                        |                                      |  |